# Helgo Zettervall
Helgo Nikolaus Zettervall, né à Lidköping le 21 novembre 1831 et mort le 17 mars 1907 est un architecte suédois, et professeur de l'académie royale des arts de Suède. Il est principalement connu pour ses importantes restaurations d'églises et autres bâtiments en Suède.

## Carrière

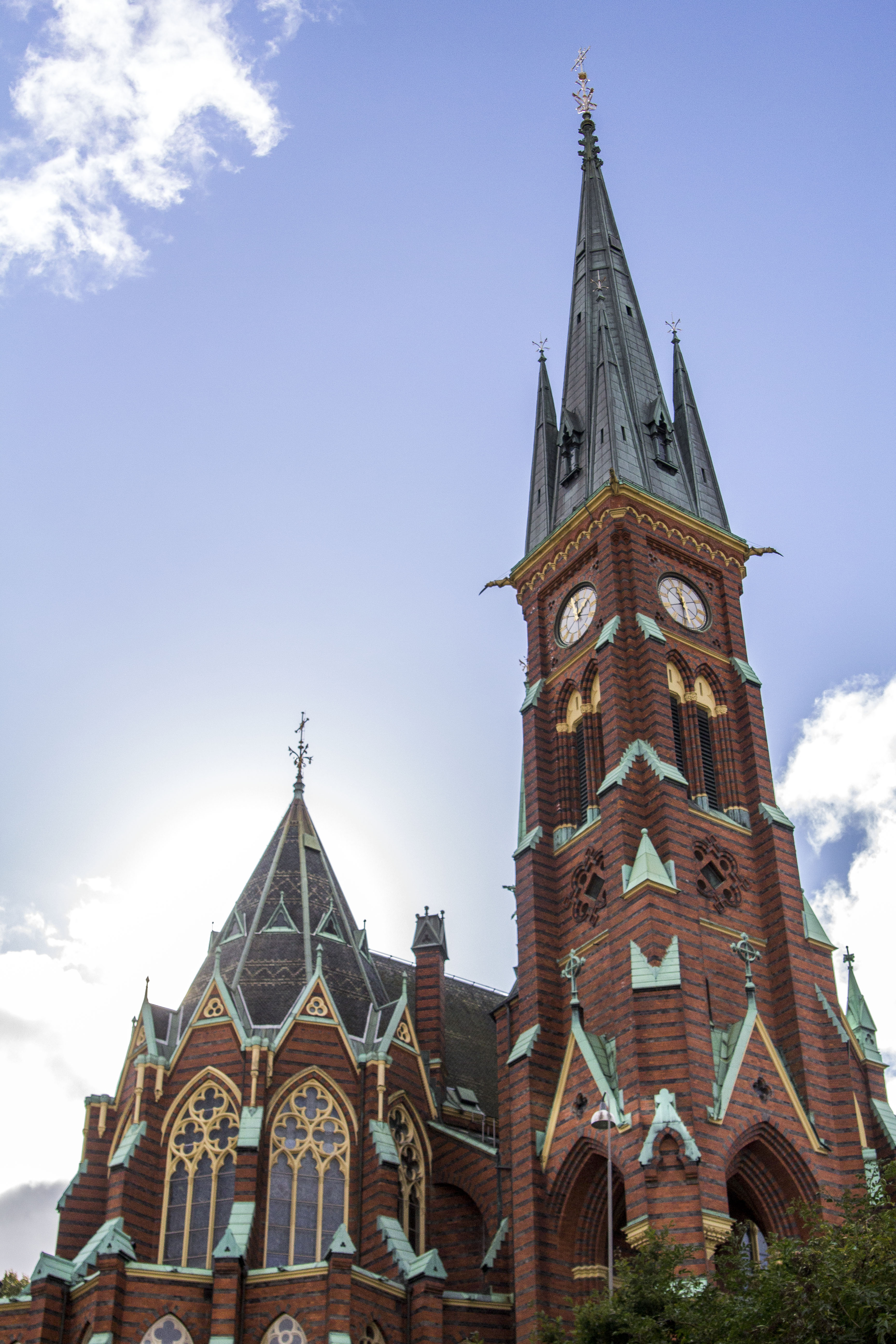
L'Église Oscar Fredrik à Göteborg.

Après des études à l'académie royale des arts, il commença en 1860 la restauration de la cathédrale de Lund, qui dura jusqu'en 1893. Il fut rapidement appelé pour d'autres restaurations importantes du même type, comme la cathédrale de Linköping (1877-86), la cathédrale de Skara (1886-94) et la cathédrale d'Uppsala (1885-93), ou encore le château de Kalmar (1886-90). Mais il fut aussi responsable de la création de plusieurs bâtiments, dont le bâtiment principal de l'université de Lund, l'église de Tous-les-Saints à Lund, l'Église Oscar Fredrik à Göteborg etc.
Entre 1860 et 1890, Helgo Zettervall fut le principal artisan de l'architecture néogothique pour les bâtiments religieux en Suède. Disciple de Viollet-le-Duc, il a comme lui été souvent critiqué pour ses restaurations de monuments médiévaux, entreprises moins pour leur redonner leur apparence originelle que pour leur donner l'aspect qu'il considérait comme idéal.
Son fils, Folke Zettervall est lui aussi devenu architecte.

## Chronologie des travaux

### Églises
- 1860 Björketorps kyrka
- 1861 Bräkne-Hoby kyrka
- 1862 Cathédrale de Lund (première reconstruction); 1864 (deuxième reconstruction); 1876-1878, 1880, 1882, 1885-1886 (details)
- 1862 Össjö kyrka (tour)
- 1862 Billinge kyrka
- 1862 Dagstorps kyrka (chaire)
- 1862 Östra Strö (Reconstruction)
- 1862 Billeberga kyrka (orgue)
- 1863 Begravningskapell, Sölvesborg
- 1863 Hästveda kyrka (Reconstruction)
- 1864 Östra Klagstorps kyrka
- 1864 Lilla Beddinge kyrka ; 1881 (détail)
- 1867 Västra Vrams kyrka
- 1867 Sörby kyrka, Lunds stift (reconstruction)
- 1868 Håslövs kyrka; 1879 (orgue)
- 1869 Nosaby kyrka
- 1870 Bräkne-Hoby kyrka (orgue)
- 1870 Östra Vrams kyrka (réparation)
- 1871 Linderöds kyrka (réparation)
- 1872 Sankt Nicolai kyrka, Trelleborg  (agrandissement); 1880 (détail)
- 1872 Sankt Olofs kyrka, Sankt Olof (restauration)
- 1872 Vinslövs kyrka (orgue)
- 1873 Österslövs kyrka; 1877 (détail)
- 1873 Våxtorps kyrka (extension)
- 1874 Billinge kyrka (orgue)
- 1874 Cathédrale de Linköping (restauration); 1878 (détail); 1880 (détail); 1885 (détail)
- 1875 Rängs kyrka (reconstruction)
- 1875 Jäders kyrka (modifications)
- 1876 Nosaby kyrka (fonts baptismaux)
- 1876 Äsphults kyrka (reconstruction)
- 1876 Allhelgonakyrkan, Lund; 1886-1887 (détail)
- 1878 Skara domkyrka (restauration); 1886 (détail); 1887 (détail)
- 1878 Färlövs kyrka (élargissement)
- 1878 Rängs kyrka (détail); 1879 (orgue)
- 1879 Kalmar domkyrka
- 1880 Eriksbergs nya kyrka; 1881 (détail)
- 1880 Uppsala domkyrka (deuxième restauration); 1883 (troisième restauration); 1886-1887 (détail)
- 1881 Klara kyrka (modifications)
- 1886 Église Oscar Fredrik, Göteborg; 1887, 1891-1892 (détail)
- 1886 Tyska kyrkan, Stockholm (orgue)
- 1887 Matteus kyrka, Norrköping (détail)

### Bâtiments publics
- 1860 Göteborgs barnsjukhus
- 1861 Katedralskolan, Skara (beffroi); 1865 (reconstruction); 1870-1871 (détail)
- 1861 Sockenstuga i Billeberga
- 1862 Katedralskolan, Lund (portail); 1864 (extension)
- 1862 Hälsingborgs högre allmänna läroverk för gossar
- 1863 Gamla kirurgen i Lund
- 1864 De la Gardiegymnasiet, Lidköping (reconstruction)
- 1865 Stationshuset i Helsingborg (façade)
- 1865 Malmö rådhus (reconstruction)
- 1865 Industri- och lantbruksutställningen i Malmö
- 1865 Vattenstationshus i Eslöv
- 1866 Observatoire de Lund (façade)
- 1866 Folkskola i Lidköping
- 1867 Folkskola i Skara
- 1872 Folkskola i Trelleborg
- 1875 Trädgårdsskolan och Hovbeslagsskolan i Alnarp
- 1876 Norra Latin, Stockholm; 1877-1878 (détail)
- 1876 Träne slöjdskola
- 1876 Patologiska institutionen
- 1876 Parkskolan i Lund
- 1877 Lunds universitets huvudbyggnad; 1878-1880 (détail)
- 1877 Kungshuset, Lund (reconstruction)
- 1880 Palaestra et Odeum, Lund
- 1880 Sångsalen i Akademiska Föreningen, Lund
- 1881 Varmbadhuset, Lund
- 1884 Opéra royal (extension)